# Vale dwergbladroller
De vale dwergbladroller of Zwartgrijze dwergbladroller (Pammene herrichiana) is een vlinder uit de familie bladrollers (Tortricidae). De wetenschappelijke naam is voor het eerst geldig gepubliceerd in 1854 door Heinemann.
De soort komt voor in Europa.